# Bergkübel
Der Bergkübel war ein Kohlenmaß in der Markgrafschaft Mähren. Das Braunkohlenmaß war verordnungsgemäß der gehäufte Metzen (Wiener) des Getreidemaßes. In der Praxis wurden aber verschiedene Namen verwendet. 
Der Bergkübel selbst war auch ein rundes Gemäß mit den Innenmaßen Höhe 13 15/24 Zoll, oberer Durchmesser 18 Zoll und unterer Durchmesser (Boden) 17 1/2 Zoll des Wiener Werkschuhs in Mähren. Der Kübel in Böhmen unterschied sich nur in der Höhe und hatte 16 ¼ Zoll.
Der einheimische Metzen mit 3559,078 Pariser Kubikzoll und 70,5992 Liter ist mit 1,1482 zu multiplizieren, um einen Wiener Metzen zu erhalten, was der Größe des Bergkübels entspricht.
- 1 Bergkübel = 81,062 Liter